# Tomas Mikael Bäck
Tomas Mikael Bäck, född 18 februari 1946 i Vasa, Österbotten, är en finlandssvensk poet och bibliotekarie. Bäck bor i Helsingfors och har också arbetat som bibliotekarie.

## Priser och utmärkelser
- 1977 – Längmanska priset
- 2014 – Edith Södergran-priset
- 2016 – Nominerad till Nordiska rådets litteraturpris för De tysta gatorna